# Faridpur
Pour le district, voir Faridpur (district).
Faridpur est un upazila du Bangladesh dans le district de Pabna. En 2011, on y dénombrait 469 410 habitants.